# قنات‌ماهی
قنات‌ماهی (نام علمی: Phoxinus phoxinus) نام یک گونه از سرده کپورهای قناتی است. قنات‌ماهی در آب‌های شیرین محدوده اوراسیا زندگی می‌کند و در گروه‌های بسیار بزرگ حرکت می‌نماید. قنات‌ماهی ۸ تا ۱۰ سانتی‌متر طول دارد و شباهت زیادی به کپور کف‌زی دارد.